# Душкины
Душкины — упразднённая в 2016 году деревня в Арбажском районе Кировской области. Входила в год упразднения в состав Шембетского сельского поселения.

## География
Находится в юго-западной части области, в зоне хвойно-широколиственных лесов, к западу от автодороги Р176, на расстоянии примерно 11 километров по прямой на север-северо-запад от районного центра поселка Арбаж.

## Климат
Климат характеризуется как умеренно континентальный, с умеренно холодной снежной зимой и тёплым летом. Среднегодовая температура — 2 °C. Абсолютный минимум температуры воздуха самого холодного месяца (января) составляет −47 °C; абсолютный максимум самого тёплого месяца (июля) — 40 °C. Годовое количество атмосферных осадков — 527 мм, из которых 354 мм выпадает в период с апреля по октябрь.

## Топоним
Известна в 1802 году как починок Мамаевский, в 1873 году как деревня Мамаевская или Душкины. Нынешнее название утвердилось с 1939 года.

## История
Известна была с 1802 года как починок Мамаевский.
Снят с учёта 29.02.2016.

## Население
В 1802 году отмечалось наличие 46 душ мужского пола. В 1873 году учтено было дворов 29 и жителей 364, в 1905 83 и 493, в 1926 96 и 462, в 1950 63 и 183, в 1989 оставалось 25 жителей.
Постоянное население не было учтено как в 2002 году, так и в 2010.

## Инфраструктура
Было развито личное подсобное хозяйство.

## Транспорт
Автодорога Р-176 Вятка.